# العلاقات الكولومبية النيكاراغوية
العلاقات الكولومبية النيكاراغوية هي العلاقات الثنائية التي تجمع بين كولومبيا ونيكاراغوا.

## مقارنة بين البلدين
هذه مقارنة عامة ومرجعية للدولتين:
| وجه المقارنة                                              | كولومبيا        | نيكاراغوا        |
| --------------------------------------------------------- | --------------- | ---------------- |
| المساحة (كم2)                                             | 1.14 مليون      | 130.38 ألف       |
| عدد السكان (نسمة)                                         | 49.07 مليون     | 6.22 مليون       |
| الكثافة السكانية (ن./كم²)                                 | 43.04           | 47.71            |
| العاصمة                                                   | بوغوتا          | ماناغوا          |
| اللغة الرسمية                                             | اللغة الإسبانية | اللغة الإسبانية  |
| العملة                                                    | بيزو كولومبي    | كوردبا نيكاراغوا |
| الناتج المحلي الإجمالي (بليون دولار)                      | 309.19 مليار    | 13.81 مليار      |
| الناتج المحلي الإجمالي (تعادل القوة الشرائية) بليون دولار | 724.96 مليار    | 31.63 مليار      |
| الناتج المحلي الإجمالي الاسمي للفرد دولار أمريكي          | 7.60 ألف        | 2.09 ألف         |
| الناتج المحلي الإجمالي للفرد دولار أمريكي                 | 13.36 ألف       | 4.92 ألف         |
| مؤشر التنمية البشرية                                      | 0.720           | 0.631            |
| رمز المكالمات الدولي                                      | +57             | +505             |
| رمز الإنترنت                                              | .co             | .ni              |
| المنطقة الزمنية                                           | 00              | 00               |

## منظمات دولية مشتركة
يشترك البلدان في عضوية مجموعة من المنظمات الدولية، منها:
| علم المنظمة | اسم المنظمة                                                          | تاريخ انضمام كولومبيا | تاريخ انضمام نيكاراغوا |
| ----------- | -------------------------------------------------------------------- | --------------------- | ---------------------- |
|             | منظمة حظر الأسلحة الكيميائية                                         | ?                     | ?                      |
|             | البنك الدولي للإنشاء والتعمير                                        | 24 ديسمبر 1946        | 14 مارس 1946           |
|             | منظمة التجارة العالمية                                               | ?                     | ?                      |
|             | المركز الدولي لتسوية المنازعات الاستشارية                            | 14 أغسطس 1997         | 19 أبريل 1995          |
|             | الأمم المتحدة                                                        | 5 نوفمبر 1945         | 24 أكتوبر 1945         |
|             | وكالة حظر الأسلحة النووية في أمريكا اللاتينية ومنطقة البحر الكاريبي ‏ | ?                     | ?                      |
|             | بنك أمريكا الوسطى للتكامل الاقتصادي ‏                                 | ?                     | ?                      |
|             | منظمة الشرطة الجنائية الدولية                                        | ?                     | ?                      |
|             | وكالة ضمان الاستثمار متعدد الأطراف                                   | 30 نوفمبر 1995        | 12 يونيو 1992          |
|             | يونسكو                                                               | 31 أكتوبر 1947        | 22 فبراير 1952         |
|             | مؤسسة التنمية الدولية                                                | 16 يونيو 1961         | 30 ديسمبر 1960         |
|             | مؤسسة التمويل الدولية                                                | 20 يوليو 1956         | 20 يوليو 1956          |
|             | الاتحاد البريدي العالمي                                              | ?                     | ?                      |
|             | الاتحاد الدولي للاتصالات                                             | 25 أغسطس 1914         | 12 مايو 1926           |

## وصلات خارجية
- موقع وزارة الخارجية النيكاراغوية